# Boophis ankaratra
Boophis ankaratra е вид жаба от семейство Mantellidae. Видът не е застрашен от изчезване.

## Разпространение
Разпространен е в Мадагаскар.